# Monstera florescanoana
Monstera florescanoana — квіткова рослина з роду Монстера та родини Ароїдних.

## Розповсюдження
Його батьківщиною є Мексика (Веракрус).